# 林煜傑
林煜傑（2000年5月19日—），台灣男子羽球運動員，現為土地銀行羽球隊成員。

## 簡歷
林煜傑父母都曾經是羽球選手，從小耳濡目染之下也走上相同的道路。2017年，就讀高中的林煜傑與搭檔莊樸生在雪梨國際賽斬獲男子雙打亞軍，也在該年代表中華隊參加世界青年錦標賽。
2019年起，林煜傑與同為土地銀行羽球隊的隊友陳信遠開始搭檔，兩人的組合在當年中華台北公開賽首次於國際賽出場。在這項賽事的隔周，兩人前往澳洲參加在當地接續舉行的世界羽聯第三等別賽事。他們先是在阿得雷德舉行的南澳洲國際賽晉級四強；一周後在雪梨國際賽男子雙打決賽擊敗菲律賓組合，獲得個人生涯首冠。同年底，陳信遠與林煜傑在美國國際挑戰賽奪下第二座國際賽冠軍。

## 主要比賽成績
只列出曾進入準決賽的國際賽事成績：
| 年份   | 賽事                       | 公開賽級別 | 項目     | 搭檔   | 成績   |
| ------ | -------------------------- | ---------- | -------- | ------ | ------ |
| 2017年 | 雪梨羽毛球國際賽           | 國際系列賽 | 男子雙打 | 莊樸生 | 亞軍   |
| 2019年 | 南澳洲羽毛球國際賽         | 國際挑戰賽 | 男子雙打 | 陳信遠 | 準決賽 |
| 2019年 | 雪梨羽毛球國際賽           | 國際系列賽 | 男子雙打 | 陳信遠 | 冠軍   |
| 2019年 | 美國羽毛球國際挑戰賽       | 國際挑戰賽 | 男子雙打 | 陳信遠 | 冠軍   |
| 2022年 | 斯洛文尼亞羽毛球國際賽     | 國際系列賽 | 男子雙打 | 蘇力瑋 | 亞軍   |
| 2022年 | 奧地利羽毛球公開賽         | 國際系列賽 | 男子雙打 | 蘇力瑋 | 冠軍   |
| 2022年 | 匈牙利羽毛球國際賽         | 國際系列賽 | 男子雙打 | 蘇力瑋 | 冠軍   |
| 2022年 | 挪威羽毛球國際賽           | 國際系列賽 | 男子雙打 | 蘇力瑋 | 準決賽 |
| 2022年 | 愛爾蘭羽球公開賽           | 國際挑戰賽 | 男子雙打 | 蘇力瑋 | 準決賽 |
| 2023年 | 北馬里亞納羽毛球公開賽     | 國際挑戰賽 | 男子雙打 | 蘇力瑋 | 準決賽 |
| 2023年 | 美國羽毛球公開賽           | 超級300賽  | 男子雙打 | 蘇力瑋 | 準決賽 |
| 2023年 | 馬來西亞羽毛球國際挑戰賽   | 國際挑戰賽 | 混合雙打 | 許尹鏸 | 亞軍   |
| 2024年 | 葡萄牙羽毛球國際賽         | 國際系列賽 | 男子雙打 | 陳子睿 | 冠軍   |
| 2024年 | 奧爾良羽毛球大師賽         | 超級300賽  | 男子雙打 | 陳子睿 | 準決賽 |
| 2024年 | 澳洲羽毛球公開賽           | 超級500賽  | 男子雙打 | 陳子睿 | 準決賽 |
| 2024年 | 高雄羽球大師賽             | 超級100賽  | 男子雙打 | 陳子睿 | 亞軍   |
| 2025年 | 夏季世界大學運動會羽球比賽 | 其他       | 混合團體 | —      | 銀牌   |
| 2025年 | 夏季世界大學運動會羽球比賽 | 其他       | 混合雙打 | 鄭宇倢 | 銅牌   |

| 2007-2017年 | 首要超級賽 | 超級賽 | 黃金大獎賽 | 大獎賽 | 國際挑戰賽 | 國際系列賽 | 未來系列賽 | 其他 |

| 2018-2026年 | 總決賽 | 超級1000賽 | 超級750賽 | 超級500賽 | 超級300賽 | 超級100賽 | 國際挑戰賽 | 國際系列賽 | 未來系列賽 | 其他 |